# Euridice Axen
Euridice Evita Axen (Roma, 20 settembre 1980) è un'attrice italiana con cittadinanza svedese.

## Biografia
Figlia dell'attrice svedese Eva Axén e dell'attore e doppiatore italiano Adalberto Maria Merli, Euridice porta il cognome materno per comune accordo dei genitori.
Attrice di teatro, radio e televisione, debutta sul palcoscenico nel 2003, interpretando il ruolo di Fedra ne Il Minotauro, diretta da F. Bianconi. Nel 2006 è protagonista in Memorie dal sottosuolo di Fëdor Dostoevskij, regia di e con Gabriele Lavia. Nel 2007 è protagonista del Matrimonio di Anton Čechov, diretto e interpretato da Fabio Poggiali. Tra il 2005 e il 2006 appare su Canale 5 nel ruolo di Monica Graziosi nella soap opera CentoVetrine; quindi entra nel cast di un'altra soap, Vivere, in cui riveste fino al 2007 il ruolo di Valeria Castri. Nel 2009 è tra i protagonisti della serie televisiva di Rai 1 Medicina generale, nel ruolo di Letizia Conti.
Dal 2010 al 2012 è protagonista, nel ruolo del capitano dei Carabinieri Lucia Brancato, della serie di Canale 5 R.I.S. Roma - Delitti imperfetti. Frattanto nel 2011 è anche nel cast principale della serie di Rai 1 Cugino & cugino, al fianco di Giulio Scarpati e Nino Frassica. Dal 2013 è nella serie TV Le tre rose di Eva, con il ruolo di Veronica Torre, e nello stesso anno prende parte al videoclip Alla fine di Renato Zero, diretto da Alessandro D'Alatri.
A teatro, nel 2014 è insieme a Simone Montedoro nella commedia Se tornassi indietro, mentre l'anno seguente dapprima recita nella commedia Zio Pino, ancora con Montedoro e Stefano Fresi, ed è poi protagonista di Love's Kamikaze, testo che affronta la questione arabo-israeliana; sempre nel 2015 è al cinema con Crushed Lives - Il sesso dopo i figli di Alessandro Colizzi, mentre in televisione partecipa all'episodio Copkiller, della serie L'ispettore Coliandro. Nella stagione 2015-2016 è a teatro, insieme a Stefania Sandrelli, nella commedia Il bagno, diretta da Gabriel Garcia Olivares, e prende parte come guest alla serie TV The Young Pope di Paolo Sorrentino.
Nel 2018, ancora per la regia di Sorrentino, è tra i protagonisti del film Loro, nel ruolo di Tamara; per questa interpretazione riceve numerosi apprezzamenti, vincendo il premio Guglielmo Biraghi al Nastro d'argento e l'anno seguente alla 76ª Mostra internazionale d'arte cinematografica di Venezia, il Filming Italy Movie Award come attrice rivelazione. In precedenza, nel 2018, aveva debuttato come conduttrice televisiva con il programma Cinepop di Sky Cinema. Sempre per il piccolo schermo, nel 2023 conduce la docuserie Ars Erotica su Sky Arte.

## Filmografia

### Cinema
- Insieme, regia di Annamaria Liguori – cortometraggio (2013)
- L'accarezzatrice, regia di Giorgia Würth – cortometraggio (2014)
- Detenuto senza colpa, regia di Andrea Costantini – cortometraggio (2015)
- Crushed Lives - Il sesso dopo i figli, regia di Alessandro Colizzi (2015)
- The End? L'inferno fuori, regia di Daniele Misischia (2017)
- Loro, regia di Paolo Sorrentino (2018)
- Bene ma non benissimo, regia di Francesco Mandelli (2018)
- Nati 2 volte, regia di Pierluigi Di Lallo (2019)
- Gli infedeli, regia di Stefano Mordini (2020)
- Carla, regia di Emanuele Imbucci (2021)
- Diversamente, regia di Max Nardari (2021)
- Per tutta la vita, regia di Paolo Costella (2021)
- La tentazione di esistere, regia di Fabio Pellegrinelli (2023)
- Volare, regia di Margherita Buy (2024)
- Succede anche nelle migliori famiglie, regia di Alessandro Siani (2024)
- Io e te dobbiamo parlare, regia di Alessandro Siani (2024)

### Televisione
- CentoVetrine – soap opera (2005-2006)
- Vivere – soap opera (2006-2007)
- Carabinieri – serie TV, episodio 7x22 (2008)
- Medicina generale – serie TV, 26 episodi (2009)
- R.I.S. Roma - Delitti imperfetti – serie TV, 60 episodi (2010-2012)
- Cugino & cugino – serie TV, 12 episodi (2011)
- Le tre rose di Eva – serie TV (2013-2017)
- Rex – serie TV, episodio 7x02 (2014)
- L'ispettore Coliandro – serie TV, episodio 5x06 (2016)
- The Young Pope – serie TV, episodio 1x04 (2016)
- Scomparsa – serie TV (2017)
- Purché finisca bene – serie TV, episodi 3x09-6x19 (2019-2022)
- Il processo – serie TV, 8 episodi (2019)
- Guida astrologica per cuori infranti – serie TV, 4 episodi (2021-2022)
- 40enni in salita, regia di Bindu De Stoppani – film TV (2021)
- A casa tutti bene - La serie – serie TV (2021-in corso)
- Il segno delle donne – docuserie, episodio 3x02 (2022)
- Essere Moana - Segreti e misteri – docuserie (2023)
- Illuminate – docuserie, episodio 6x04 (2024)

## Teatro
- Il Minotauro, regia di F. Bianconi (2003)
- Un viaggio sul treno enoden, regia di Hirata Oriza (2005)
- Memorie dal sottosuolo di Fëdor Dostoevskij, regia di Gabriele Lavia (2006)
- Matrimonio di Anton Čechov, regia di Fabio Poggiali (2007)
- Nuvole di Roberto Cavosi, regia di Piero Maccarinelli (2011)
- Se tornassi indietro, regia di Massimo Natale (2014)
- Zio Pino, regia di Massimo Natale (2015)
- Love's Kamikaze, regia di Claudio Boccaccini (2015)
- Il bagno, regia di Gabriel Olivares (2015-2016)
- Settimo senso, di Ruggero Cappuccio, regia di Nadia Baldi (2020-2023)
- Agata e la regina, regia di Eurídice Axen (2021)
- Mary Shelley. La mia vita in pezzi, regia di Eurídice Axen (2023)
- Travolti da un insolito destino nell'azzurro mare di agosto di Lina Wertmüller, regia di Marcello Cotugno (2023)
- The Second Woman, regia di Anna Breckon e Nat Randall (2024)

## Radio
- Madame Bonaparte – Rai Radio 2
- Rasputin – Rai Radio 2

## Programmi TV
- Cinepop (2018)
- Settimo senso (2021)
- Ars Erotica (2023)

## Videoclip
- Renato Zero - Alla fine, regia di Alessandro D'Alatri (2013)